# Maria, madre di Gesù (film)
Maria, madre di Gesù (Mary, Mother of Jesus) è un film per la televisione storico-religioso del 1999, diretto da Kevin Connor e conosciuto anche semplicemente come Jesus. La pellicola ripercorre la vita di Gesù attraverso gli occhi di Maria, dall'Annunciazione fino al momento della resurrezione del Cristo.

## Trama
Maria vive a Nazaret con la sua famiglia e un giorno si reca ad accudire la cugina Elisabetta che è incinta. Durante il tragitto si imbatte in un angelo che la informa che porterà in grembo il Figlio di Dio e che alla nascita dovrà chiamarlo Gesù. Maria decide di non dirlo ancora al suo promesso sposo Giuseppe ma poi decide di non mentirgli spiegandogli che la gravidanza è un dono del Signore. Inizialmente Giuseppe la rinnega convinto che il bambino sia frutto di un tradimento ma durante la notte viene avvertito in sogno dallo stesso angelo che Maria ha detto la verità e che dovrà starle vicino. Dopo nove mesi, Maria mette al mondo il piccolo in una stalla nella città di Betlemme. Erode viene informato dai magi della nascita del Messia che viene annunciata dalla presenza di una stella nel cielo che indica la via per raggiungerlo. Il sovrano, per paura di essere spodestato, ordina la strage degli innocenti. Gesù e la sua famiglia scampano al massacro e fuggono in Egitto dove il ragazzo crescerà predicando la parola di Dio fino al momento della crocifissione. Maria assiste impotente alla morte del figlio, che dopo tre giorni resuscita apparendole in tutta la sua grazia.

## Luoghi delle riprese
Il film è stato girato a Budapest, Ungheria.